# Per-Olof H. Wikström
Per-Olof H. Wikström (* 1955) ist ein schwedischer Kriminologe, der als Professor an der britischen University of Cambridge forscht und lehrt. Mit der Situational Action Theory präsentierte er eine Allgemeine Kriminalitätstheorie.
Wikström, der an der Universität Stockholm zum Ph.D. promoviert wurde, ist in Cambridge Direktor des Centre for Analytic Criminology und leitender Forscher der Peterborough Adolescent and Young Adult Development Study.
Wikström erhielt 1994 den Thorsten Sellin & Sheldon and Eleanor Glueck Award der American Society of Criminology, ist seit 2011 Fellow of the British Academy und wurde 2016 mit dem Stockholm Prize in Criminology ausgezeichnet.

## Schriften (Auswahl)
- Breaking rules. The social and situational dynamics of young people's urban crime. Oxford University Press, Oxford 2013, ISBN 9780199687091.
- Mit Dietrich Oberwittler, K. Treiber, B. Hardie: Breaking Rules: The Social and Situational Dynamics of Young People's Urban Crime. Oxford University Press, Oxford 2012, ISBN 978-0-19-163410-9.
- Mit David A. Butterworth: Adolescent crime. Individual differences and lifestyles. Willan, Cullompton/Portland 2006, ISBN 1843921774.
- Mit Robert J. Sampson: The explanation of crime. Context, mechanisms, and development. Cambridge University Press, Cambridge/New York 2006, ISBN 0521857074.
- Urban crime, criminals, and victims. The Swedish experience in an Anglo-American comparative perspective. Springer, New York 1991, ISBN 0387974059.
- Everyday violence in contemporary Sweden. Situational and ecological aspects. National Council for Crime Prevention, Sweden, Research Division, Liber Distribution, Stockholm 1985, ISBN 9138085801.